# Florczyzna
Florczyzna – osada w Polsce położona w województwie opolskim, w powiecie oleskim, w gminie Olesno.

## Nazwa
W alfabetycznym spisie miejscowości na terenie Śląska wydanym w 1830 roku we Wrocławiu przez Johanna Knie miejscowość występuje pod polską nazwą Florcizna